# Jim Marthinsen
Jim «Jimmer'n» Marthinsen (født 15. april 1956) er en tidligere ishockeyspiller.
Moderklubben var Lambertseter, senere spillede han for topklubberne Vålerenga Ishockey, Trondheim Ishockeyklubb og Storhamar Dragons. Han har også været træner for Hasle/Løren.

## Fortjeneste
- 10 NM, 21 serie guld i alt
- 114 internationale kampe

## Eksterne links
- Jim Marthinsens profil på Sports-Reference OL-resultater (arkiveret) (engelsk)
- Jim Marthinsens profil på Olympedia (engelsk)
- Jim Marthinsens profil på Eliteprospects.com (engelsk)